# Títulos nobiliarios en la Real Audiencia de Quito
En los territorios del actual Ecuador no existía un sistema de nobleza tal como era entendido en Europa. Si bien las sociedades precolombinas (incas, quitus) mantenían un sistema de castas que diferenciaban a los dirigentes, sacerdotes y guerreros de los productores; estos no entendían de la disparidad y grandeza de los nobles en el Viejo Continente.
Con la llegada de los españoles en el siglo XVI, arribaron también los títulos nobiliarios y privilegios que les fueron otorgados a los conquistadores en España. También se confirió ciertos marquesados, condados y vizcondados a miembros de las más aristocráticas familias, que habían destacado por sus servicios y lealtad a la corona hispana.
Durante gran parte de la época colonial, los nobles quiteños (en ese entonces Ecuador era conocido como Real Audiencia de Quito) destacaron como mecenas de las artes, hábiles militares y sobre todo ocuparon cargos políticos de gran importancia, incluida la presidencia de la Audiencia.
Desde 1824, tras la independencia, la posesión de un título de nobleza no supone ningún privilegio, pues en ese año fueron abolidos  por el Libertador Simón Bolívar, primer presidente de la Gran Colombia. Más tarde, en 1830, esta ley sería ratificada por el novísimo estado de Ecuador.
Desde mediados del siglo XX, algunos descendientes de las casas nobiliarias ecuatorianas iniciaron procesos de reclamo de sus títulos ante el gobierno español para que estos les sean devueltos (aunque solo como un símbolo, ya que sigue sin representar ningún privilegio). Para 2009, existían muy pocos títulos nobiliarios en el país; entre ellos podemos contar el de Conde de Casa Jijón, en manos de Jacinto Jijón-Caamaño y Barba (III Conde), y el de Marqués de Villarroha, en poder de Luis Hernán de Granier y de Bulnes (VIII Marqués).

## Títulos nobiliariosen Ecuador
La historia puede contar 23 títulos nobiliarios (linajes) que llegaron ya establecidos desde España o bien fueron conferidos a la élite nacida en tierras del actual Ecuador. Entre estos, 11 marquesados, 6 condados y 6 vizcondados:

### Marquesados
- Marquesado de Cadreita
- Marquesado de Casa Fiel Pérez Calisto
- Marquesado de Fiel Pérez Calixto
- Marquesado de San José
- Marquesado de Selva Alegre
- Marquesado de Lises
- Marquesado de Maenza
- Marquesado de Miraflores
- Marquesado de Solanda
- Marquesado de Valdelirios
- Marquesado del Lechón
- Marquesado de Villa Orellana
- Marquesado de Villarrocha

### Condados
- Condado de Casa Jijón
- Condado de las Lagunas
- Condado de Luzárraga
- Condado de Puñonrostro
- Condado del Real Agrado
- Condado de Selva Florida

### Vizcondados
- Vizcondado de La Carolina Malagueña (previo al Condado de Casa Jijón)
- Vizcondado de Casa Larrea (previo al Marquesado de San José)
- Vizcondado de San Antonio de Pomasque (previo al Marquesado de Miraflores)
- Vizcondado de Santa Cruz (previo al Marquesado de Solanda)
- Vizcondado de Santo Domingo (previo al Marquesado de los Meneses)
- Vizcondado de Antizana (previo al Marquesado de Villa de Orellana)